# Kærlighed og Overtro
Kærlighed og Overtro er en dansk stumfilm fra 1920, der er instrueret af Lau Lauritzen Sr. efter manuskript af Harriet Bloch.

## Handling
Denne artikel mangler et handlingsreferat. Hjælp os med at skrive det.